# نیلس شومبر
نیلس شومبر (انگلیسی: Nils Schomber؛ زادهٔ ۱۵ مارس ۱۹۹۴) دوچرخه‌سوار اهل آلمان است.